# 少年歌行
《少年歌行》（英語：The Blood of Youth）由尹濤執導，周木楠編劇，該劇改編自周木楠同名小説《少年歌行》， 李宏毅領銜主演，劉學義特別主演，林博洋、敖瑞鵬、李欣澤等主演的古裝武俠劇。該劇於2022年12月26日在優酷、台灣LINE TV播出。

## 剧情概要
劇中世間武功分為九品，九品之上還有四大境界。金剛凡境，身如金剛，無堅不摧。自在地境，自在由己，橫行在地。逍遙天境，舉劍逍遙，天下難敵。神遊玄境，千里神遊，近乎仙人。金剛、自在、逍遙、神遊。

## 播出時間
| 頻道    | 所在地 | 播映日期       | 播出時間 | 備註 |
| ------- | ------ | -------------- | -------- | ---- |
| 優酷    | 中国   | 2022年12月26日 | 18:00    |      |
| LINE TV | 臺灣   | 2022年12月27日 | 22:00    |      |

## 登場人物

### 主要人物
| 演員   | 角色     | 介紹 | 配音   |
| 李宏毅 | 蕭瑟     | 永安王。北離六皇子-蕭楚河，雪落山莊老闆。13歲入自在地境，17歲入逍遙天境，為北離第一天才，人人皆道其為天之驕子。受瑯琊王謀反牽連被貶為庶人，流放青州，途中遭遇伏擊，並被毀掉隱脈而武功盡失。於23集被莫衣治癒而恢復武功，39集中得劍閣中北離開國皇帝配劍天斬之認可，喜歡司空千落。武器：無極棍 | 谷江山 |
| 劉學義 | 無心     | 天外天少宗主葉安世，前任宗主葉鼎之之子，為蕭羽同母異父的弟弟。在北離當質子12年，被寒水寺忘憂大師帶在身邊教導，之後回天外天當宗主。因入宮找母親宣妃而被蕭羽算計，被製成藥人，後大戰蕭瑟與雷無桀，雷無桀用天下大自在無敵伏魔神通配合蕭瑟的心魔引，讓無心脫離藥人恢復神智。                    | 張杰   |
| 林博洋 | 司空千落 | 天啓四守護之朱雀使。雪月城三城主司空長風之女。喜歡蕭瑟。武器：銀月槍 | 喬詩語 |
| 敖瑞鵬 | 雷無桀   | 天啓四守護之青龍使。江南霹靂堂雷門弟子，雪月城二城主李寒衣的弟弟，為雷門四傑之一雷夢殺和劍心塚傳人李心月之子，繼承母親李心月之佩劍心劍，姐姐李寒衣之聽雨劍。喜歡葉若依。 | 孫路路 |
| 李欣澤 | 唐蓮     | 天啓四守護之玄武使。雪月城大師兄，大城主酒仙百里東君的弟子。唐蓮也是唐門這一代中最出類拔萃的弟子之一，師承唐憐月。在運送黃金棺材途中認識雷無桀等人，後結為雪月城師兄弟。後助永安王回天啓途中被暗河所擋，與謝七刀同歸於盡。喜歡天女蕊。                                                      |        |
| 戴燕妮 | 葉若依   | 北離大將軍葉嘯鷹之女。天生心脈缺失，因莫衣賜一絲真氣，若不受重傷便與常人無異。喜歡雷無桀。是蕭瑟的兒時玩伴，現在是蕭瑟的主要消息來源。為蕭瑟一行人中謀士般的存在。 |        |
| 沙漩   | 姬雪     | 天啓四守護之白虎使。百曉堂姬若風的獨女。為百曉堂現任堂主。 |        |

### 蕭氏皇族
| 演員   | 角色   | 介紹 | 配音 |
| 丁勇岱 | 蕭若瑾 | 明德帝，北離皇帝，蕭瑟之父。                                                                                   |      |
| 張弓   | 蕭若風 | 琅琊王，受萬人景仰，本來為先帝屬意之王位繼承人，但不願意成為皇帝。明德帝的弟弟。因被控謀逆，自刎於法場。       |      |
| 門東毅 | 蕭月離 | 金衣蘭月侯，明德帝的弟弟，因無反叛之心，而被留在宮中。                                                         |      |
| 范津瑋 | 蕭崇   | 白王。北離二皇子。因幼年吃下蕭瑟的糕點後得盲症。後被華錦以目換目之法治好，與蕭瑟合作，擊潰蕭羽。最終登上皇位。 |      |
| 鄧凱   | 蕭羽   | 赤王。北離七皇子，無心同母異父的哥哥。後因知曉宣妃為了他，放棄與葉鼎之的私奔，回來照顧他，而愧疚自殺。         |      |
| 白澍   | 蕭凌塵 | 瑯琊王蕭若風的兒子。後與葉嘯鷹發動瑯琊叛變，但實是與蕭瑟合作，故意引發叛變。                                   |      |
| 沈照程 | 蕭景瑕 | 北離九皇子，與白王交好，實則赤王的人，在白王治療眼睛時，欲刺殺，反被唐蓮留下的暗器所傷中毒身亡。               |      |
| 董璇   | 宣妃   | 北離王妃易文君，無心、蕭羽之母，孤劍仙洛青陽的師妹。                                                           |      |

### 劍仙
| 演員   | 角色   | 介紹 | 配音 |
| 張維娜 | 李寒衣 | 五大劍仙之雪月剑仙。雪月城二城主。雷無桀的姐姐。因趙玉真之死而入魔，後由無心以伏魔拳法化解。喜歡趙玉真。武器：鐵馬冰河、桃花                                                                                       |      |
| 曹煜辰 | 趙玉真 | 五大劍仙之玄劍仙。其師父算出如果離開望成山必有劫數。後為救李寒衣而下山，並強行使出神遊一劍，受了內傷後與儒劍仙救治李寒衣過程中，引李寒衣體內暴雨梨花針入自己體內，最終死在李寒衣懷中。喜歡李寒衣。武器：青霄、桃花 |      |
| 于波   | 謝宣   | 五大劍仙之儒劍仙。多次幫助蕭瑟一行人治療。武器：萬卷書 |      |
| 張皓承 | 顏戰天 | 五大劍仙之怒剑仙。北離二皇子蕭崇的師父。武器：破軍 |      |
| 崔鹏   | 洛青陽 | 五大劍仙之孤劍仙。慕涼城城主。北離七皇子蕭羽母親的師兄，皆為影宗唯二的徒弟。與蕭瑟一戰後走火入魔，最後被宣妃的惑音功招回心智。武器：九歌                                                                           |      |

### 天啓城
| 演員   | 角色   | 介紹 | 配音 |
| 沈保平 | 齊天塵 | 北離國師，任欽天監監正。天下高手莫衣的師兄，但天賦遠不如他。 |      |
| 章呈赫 | 葉嘯鷹 | 北離金甲大將軍，人稱人屠。與蕭凌塵發動瑯琊叛變，最後被蕭凌塵與蕭瑟合作中算計，叛變以失敗告終。 |      |
| 杜俊澤 | 瑾仙   | 北離王朝五大監之掌香大監，江湖人稱「風雪劍仙」沈靜舟。武器：風雪劍 |      |
| 楊超然 | 瑾宣   | 北離王朝五大監之首，明德帝蕭若瑾的伴讀大監，實力深不可測。早年奉明德帝之命潛伏在赤王身邊，觀黨爭叛逆，但後來目的漸漸偏離，自己變成了參與黨爭之人。                                                             |      |
| 冷中易 | 瑾玉   | 北離王朝五大監之掌冊大監。白王蕭崇的師父，為護永安王蕭瑟脫身，不敵黑衣人而死。 |      |
| 李峻賢 | 瑾威   | 北離王朝五大監之掌劍大監。謀劃以先帝留下的龍封捲軸擾亂朝綱，後謀劃夭折。為報師恩，想要殺死明德帝。 |      |
| 薛飛   | 瑾言   | 北離王朝五大監之掌印大監。於明德帝病重時與掌劍監瑾威裡應外合，大開天啓城門，使新琅琊王蕭凌塵大軍直逼平清殿。後躲入鴻臚寺，因手中有欲謀反的大臣的名單而被人盯上。在瑾仙等人護送下，將名單交於明德帝，得到赦免。 |      |

### 雪月城
| 演員   | 角色     | 介紹                                                                 | 配音 |
| 言傑   | 百里東君 | 雪月城大城主。酒仙。唐蓮的師父。武器：拳頭以及所有                   |      |
| 何中華 | 司空長風 | 雪月城三城主。槍仙。為現任朱雀使，後由女兒司空千落接任。武器：烏月槍 |      |
| 程梓   | 天女蕊   | 雪月城安插在三顧城的接頭人，唐蓮的紅顏知己。                         |      |
| 鄭媛元 | 尹落霞   | 雪月城長老之一。江湖傳說的絕世美人。                                 |      |
| 趙文浩 | 落明軒   | 尹落霞弟子，嗜好賭，喜歡師傅尹落霞                                   |      |

### 雷家堡
| 演員   | 角色   | 介紹 | 配音 |
| 程诚   | 雷轟   | 雷門四傑之一，雷無桀的師父。痴戀李寒衣，多年來未踏出雷門，後成為雷劍仙。武器：剎雷                                                       |      |
| 於小鳴 | 雷千虎 | 雷門四傑之一，雷門家主。魔教東征的時候，身中寒毒。在唐門突襲雷門一役中戰死。                                                             |      |
| 聶子皓 | 雷雲鶴 | 雷門四傑之一，雷門家主雷千虎之兄。曾被幾乎走火入魔的趙玉真斬去一隻胳膊，隱居雪月城，成為守閣長老，後境界恢復，再次挑戰趙玉真，未分勝負。 |      |
|        | 雷夢殺 | 雷門四傑之一，雷無桀的父親，妻子是李心月。北離八柱國之一，遠征南訣，死在了戰場之上。                                                     |      |

### 無雙城
| 演員     | 角色   | 介紹 | 配音 |
| 董李無憂 | 無雙   | 無雙城最年輕的城主。看似天真幼稚，實則心思細膩，對自己看不上的人總是記不住，但對於自己認可的人十分重視，與雷無桀惺惺相惜。武器：無雙劍匣。 |      |
| 王斌     | 宋燕回 | 原無雙城的城主，無雙的師父，後將城主之位傳給無雙。多次挑戰李寒衣均以失敗告終。當年和尹落霞是一對戀人，後因放不下無雙城而分手。             |      |
| 郭迦南   | 盧玉翟 | 無雙城大弟子。 |      |

### 望城山
| 演員   | 角色   | 介紹 | 配音 |
| 任洛敏 | 殷长松 | 望城山趙玉真師伯。 |      |
| 苏泽林 | 李凡松 | 望城山趙玉真座下弟子，因趙玉真身亡，而拜儒劍仙為師父。為了挑戰劍仙李寒衣，與師侄飛軒進入雪月城，後與雷無桀他們成為好友。 |      |
| 沈琳珺 | 飛軒   | 望城山趙玉真座下弟子，趙玉真的道法傳人。稱呼李凡松為小師叔。後來拜齊天塵為師。經天師選拔後脫穎而出，成為最年輕的天師。   |      |

### 暗河
| 演員   | 角色   | 介紹 | 配音 |
| 姜震昊 | 蘇暮雨 | 暗河三家中的蘇家家主，人稱執傘鬼。後為保暗河弟兄, 與蕭瑟合作，把蘇昌河殺死，退去暗河的所有勢力，終止與赤王的合作。             |      |
| 劉屹宸 | 蘇昌河 | 暗河大家長。野心極大，當年曾和中原武林聯手抵御魔教入侵，後參與北離皇位之爭，假意投靠白王，實則站在赤王一邊，最後死在蘇暮雨掌下 |      |
| 牟凯凯 | 蘇昌離 | 暗河殺手，跟蘇昌河一起長大的親弟弟。擅長劍術，比起殺手更像是一名劍客。奉命追殺蕭瑟、雷無桀等人，死於李素王之手。               |      |
| 李沛澤 | 謝七刀 | 暗河三家中的謝家家主，人稱索命鬼。暗河殺手。實力強勁，參與了獵殺李寒衣、雷無桀等戰鬥，最後死於唐蓮的萬樹飛花。                 |      |
| 田蕾希 | 慕雨墨 | 暗河三家中的慕家家主。善用毒, 最後與蘇暮雨退出天啟城的紛爭, 喜歡唐憐月。                                                       |      |

### 劍心塚
| 演員   | 角色   | 介紹                                                                             | 配音 |
| 李若嘉 | 李心月 | 李寒衣和雷無桀的母親。前任青龍使，因沒救下琅琊王，在琅琊王死後沒多久，抑鬱病死。 |      |
| 王九勝 | 李素王 | 李寒衣和雷無桀的外公，鑄劍大師。                                                 |      |

### 其他角色
| 演員   | 角色   | 介紹 | 配音 |
| 艾米   | 華錦   | 藥王辛百草的關門弟子，第十一代傳人。 |      |
| 扈帷   | 沐春風 | 青州沐家的三公子，因為不想當家主，所以想學習醫術救沐家大哥，後拜華錦為師, 對姬雪有意思, 武器：動千山                                         |      |
| 何晟銘 | 莫衣   | 北離國師齊天塵的師弟，黃龍山清風道人門下。天下第一高手，入神遊玄境已有數十年之久。為了復活自己的妹妹小綠，隱居在蓬萊仙島，有了執念因此入魔。 |      |
| 遊本昌 | 忘憂   | 寒水寺住持，無心和無禪的師父。在第一集便因憂思過度而過世。                                                                                   |      |
| 秦楚明 | 唐憐月 | 唐門長老，唐蓮的師父。現任玄武使，後由唐蓮接任。唐老太公在雷門死後不久，成了新一位唐老太爺。                                                 |      |
| 柯乃予 | 月姬   | 月姬與冥侯是江湖聞之喪膽的殺手組合。後被蕭羽做成藥人。武器：束衣剑                                                                           |      |
| 王毅凡 | 冥侯   | 曾是望衣樓謝柳衣之子，後拜天泉老人門下，月姬與冥侯是江湖聞之喪膽的殺手組合。後被蕭羽做成藥人。武器：金巨刀                                   |      |
| 馬敬涵 | 莫棋宣 | 天外天白髮仙是魔教護法，劍術高強，為了接少宗主無心重出江湖，與蕭瑟在美人莊賭生死局。                                                         |      |

## 電視原聲帶
| 曲序 | 曲目                   |                | 作曲     | 演唱     |
| ---- | ---------------------- | -------------- | -------- | -------- |
| 1.   | 少年歌行（片头曲）     | 郭勇、刘恩汛   | 芶音     | 张赫宣   |
| 2.   | 踏歌行（片尾曲）       | 苑鹏飞、刘恩汛 | 陶积双   | 曲肖冰   |
| 3.   | 无尽（插曲）           | 周洁颖         | 胡小鸥   | 等什么君 |
| 4.   | 无心（插曲）           | 穆静文         | 李亚洲   | 王晰     |
| 5.   | 自古英雄出少年（插曲） | 谭冰           | 胡小鸥   | 李鑫一   |
| 6.   | 凡尘与你（插曲）       | 周洁颖         | 胡小鸥   | 银临     |
| 7.   | 雪月（插曲）           | 马萍           | 王东宇   | 万玲琳   |
| 8.   | 风（插曲）             | 马萍           | 黎偌天   | 余昭源   |
| 9.   | 锦瑟（插曲）           | 马萍           | 王馨悦   | 房東的貓 |
| 10.  | 犹记（插曲）           | 马萍           | 黎偌天   | 陈鸿宇   |
| 11.  | 破阵（插曲）           | 黎偌天         | 王东宇   | 阿云嘎   |
| 12.  | 何求（插曲）           | 丝齐           | 墨虎蔷薇 | 双笙     |

## 制作
本剧于2021年10月在浙江横店影视城开拍。2022年1月拍摄完成。

## 电视节目变迁
| 新加坡 佳乐台 星期一至五 23:00－00:00           | 新加坡 佳乐台 星期一至五 23:00－00:00    | 新加坡 佳乐台 星期一至五 23:00－00:00 |
| ----------------------------------------------- | ---------------------------------------- | ------------------------------------- |
|                                                 | 少年歌行 （2023年5月22日－2023年7月17日) |                                       |
| 今生也是第一次 （2023年4月21日－2023年5月19日） | 消失的孩子 （2023年7月18日－2023年8月）  |                                       |

| 新加坡 新传媒8频道 星期一至五 23:00 - 00:00 · （若当天《晚间新闻》因国会相关资讯而延长播报时间，则顺延至 23:15 - 00:15） | 新加坡 新传媒8频道 星期一至五 23:00 - 00:00 · （若当天《晚间新闻》因国会相关资讯而延长播报时间，则顺延至 23:15 - 00:15） | 新加坡 新传媒8频道 星期一至五 23:00 - 00:00 · （若当天《晚间新闻》因国会相关资讯而延长播报时间，则顺延至 23:15 - 00:15） |
| --- | --- | --- |
| | 少年歌行 （2024年3月22日—2024年5月16日）                                                                                 | |
| 飞狐外传 （2024年1月24日—2024年3月21日）                                                                                 | 莲花楼 （2024年5月17日－2024年7月11日）                                                                                  | |

## 外部連結
- 影視劇少年歌行的新浪微博
- 豆瓣电影上《少年歌行》的資料 （简体中文）
- 互联网电影数据库（IMDb）上《少年歌行》的资料（英文）
- 少年歌行 人物關係圖